# Globalisering
Globalisering er betegnelsen for en voksende kulturel og økonomisk udveksling mellem verdens forskellige lande, især i form af varer og produkter, mennesker, penge, information, og tanker og ideer. Teknologiske fremskridt inden for transport (fx damplokomotivet, dampskibet, og senere jetmotoren og containerskibet) og kommunikation (fx telegrafen, telefonen og senere internettet og mobiltelefonen) har gennem tiden været stærke drivkræfter bag globalisering, idet de har øget den indbyrdes afhængighed og sammenhæng mellem forskellige landes økonomiske og kulturelle forhold.
I de første årtier af det 21. århundrede er følgerne af globalisering blevet mærkbare næsten overalt i verden, og holdningerne til globalisering er stærkt delte. Tilhængerne mener, mere globalisering vil føre til bedre økonomiske og sociale forhold i store dele af verden, mens modstanderne omvendt mener, mere globalisering vil forringe mange menneskers sociale forhold og skabe mere ulighed, samt gå ud over både kultur og natur.

## Oprindelse og definition
Den proces hvorigennem samfund forbindes med hinanden på en sådan måde at begivenheder og tilstande i én del af verden i stigende grad har konsekvenser for befolkninger og samfund langt borte.

Ordet globalisering (fra latin globus: 'kugle') er brugt fra slutningen af 1800-tallet i snævre betydninger i sociologiske og uddannelsesmæssige sammenhænge, men det var i en bog fra 1982 af den amerikanske forfatter John Naisbitt, og i en artikel året efter af den amerikanske økonom Theodore Levitt, at begrebet først optrådte i sin nuværende betydning. Der er fremkommet mange bud på en definition, bl.a. denne:
Helt kort står globalisering for åbning, uddybning og fremskyndelse af verdensomspændende sammenhæng, men globalisering er mere end det … Globalisering foregår på en skala fra det lokale over det nationale til det regionale. I skalaens ene ende finder vi sociale og økonomiske bånd og netværk, som virker i det lokale eller nationale område; i skalaens anden ende udmønter de sociale og økonomiske bånd og netværk sig i større målestok i regionale eller globale vekselvirkninger. Globalisering betegner forandringer i tid og rum, som forvandler den måde, hvorpå mennesker omgås hinanden, ved på samme tid at sammenknytte og udstrække menneskers gøremål til at foregå i en hel region eller verdensdel.
Globalisering er at verden skrumper, afstande bliver mindre, alting kommer tættere på. Globalisering gør det nemmere for os her at lave noget sammen med dem omme på den anden side af jorden, til fælles bedste.
Den australske globaliseringsforsker Paul James er blandt de, som opererer med fire forskellige grundlæggende udtryksformer for globalisering. Den ældste og mest konkrete form, embodied globalization, er når folkeslag vandrer. En anden form, agency-extended globalization, betegner trafik af fx embedsmænd, repræsentanter og agenter for lande, institutioner, firmaer og deslige. Den tredje form, object-extended globalization, er trafik med varer og produkter. Og endelig betegner han overførsel af ideer, forestillinger, viden og information som disembodied globalization, idet denne mere abstrakte form for ham at se er den for tiden dominerende. Denne serie af forskellige former for globalisering gør det ifølge James muligt at forstå, hvordan den mest konkrete form, i dag kendetegnet ved strømmen af flygninge og immigranter, er genstand for megen opmærksomhed og regulering, mens den mest abstrakte, fx i form af internationale finansielle transaktioner, foregår uden nogen særlig kontrol.

## Historie
Historikerne er ikke enige om, hvornår globaliseringen begyndte. Nogle mener, det er et moderne fænomen koblet til industrialisering og imperialisme i 1800-tallet, mens andre kan spore globaliseringens begyndelse tilbage til tiden omkring Amerikas opdagelse sidst i 1400-tallet, eller helt tilbage til oldtidens græske og romerske riger. Hertil siger visse historikere, at hvis globalisering skal opfattes som så gammelt et fænomen, giver det ikke mening at bruge det i en moderne sammenhæng. Den amerikanske forfatter Thomas Friedman har inddelt globaliseringen i tre epoker: Globalisering 1.0 dækker årene 1492-1800, Globalisering 2.0 perioden 1800-2000, mens Globalisering 3.0 er tiden efter 2000. I den første periode gjaldt globaliseringen landene, i den anden periode blev firmaer og foretagender globaliseret, mens det nu er blevet menneskenes tur til at blive globaliseret.

### Tidlig globalisering
Ældre tiders globalisering lader til at være sket under tre forudsætninger. Den første forudsætning er indflydelse fra Orienten, det at landene i Europa og Middelhavnsområdet har ladet sig inspirere af kulturerne i Mellemøsten og Østasien. Den anden forudsætning er afstand, det at landene i gammel tid pga. deres teknologiske stade kun har haft kontakt med deres umiddelbare nabolande, og ikke har haft verdensomspændende forbindelser. I takt med at ny teknologi fx gjorde det muligt at sejle længere bort, blev globaliseringen gradvist mere verdensomspændende. Den sidste forudsætning drejer sig om afhængighed, stabilitet og regelmæssighed. Hvis et land ikke har brug for sin nabo, vil ingen af de to komme til at påvirke hinanden. Dette at lande fx gennem handelsforbindelser har opdaget, at nabolande havde noget eftertragtet, man ikke selv havde, fx peber eller silke, har været en vigtig drivkraft bag øget kontakt og handel, essensen i tidlig globalisering.
Handelen og trafikken langs Silkevejen var frem til 1300-tallet et vigtigt eksempel på tidlig globalisering. Det var ikke blot silke, men også krydderier, foruden pels, porcelæn, jade og bronze og mange andre eksotiske varer som vesterlændingene købte i landene mod øst, i bytte for især guld, ædelsten og glas. Både Kina, Indien, Persien og Arabien blomstrede som følge af handelen. Det var ikke blot varer som udveksledes, også mere abstrakte ting som religion, filosofi, kunst, sprog, teknologi, samt sygdomme (fx den sorte død i midten af 1300-tallet) tog turen langs ruten, båret af en broget flok af ikke blot handelsfolk, men også håndværkere, kunstnere, missionærer, gesandter, foruden flygtninge og røvere.
Den tidlige globalisering udgik ikke kun fra Europa, for det var først i begyndelsen af 1800-tallet at de europæiske lande blev så politisk og økonomisk magtfulde, at de blev dominerende på verdensplan. Før da var også områder som Mogulriget i Indien, Abbaside-kalifatet i Mellemøsten, det mongolske kejserdømme og senere Ming-dynastiet i Kina, foruden Japan drivkræfter i det som af samme grund er kaldet multipolær globalisering.
Trafikken ad Silkevejen blev i løbet af 1300- og 1400-tallet vanskeligere, da mongolerne efterhånden mistede fodfæste i områderne langs vejen, som i stedet blev overtaget af lokale fyrster. Da det byzantinske riges hovedstad Konstantinopel i 1453 blev erobret af osmannerne, betød det i praksis en lukning af Silkevejen. De købestærke sydeuropæiske kunder måtte nu nøjes med erstatninger for varerne østfra, imens man forsøgte at finde andre veje til de attraktive markeder. I 1492 sejlede Christoffer Columbus derfor mod vest over Atlanterhavet, og opdagede hvad han troede var nogle øer øst for Indien, men som snart viste sig at være Amerika. Seks år senere sejlede Vasco da Gama syd om Afrika og nåede til Indien, og hermed var en erstatning for Silkevejen fundet. I kølvandet på disse og andre opdagelsesrejser blev 1500- og 1600-tallet præget af fremvæksten af stærke europæiske sømagter, først Spanien og Portugal, og senere Nederlandene og England. Der var nemlig masser af penge at tjene på handel med (foruden simpel udbytning og plyndring af) de nyopdagede landområder. Både englænderne og hollænderne grundlagde omkring år 1600 handelskompagnier, som varetog at fragte eksotiske varer fra Østasien til de europæiske markeder, foretagender som regnes som de første multinationale selskaber. Også Danmark fik i 1616 sit eget ostindiske kompagni, som med base i handelsstationen Trankebar på Indiens vestkyst drev handel med især krydderier og bomuld.
På søvejen til Indien passerede man hele vestkysten af Afrika, og her begyndte europæerne at købe slaver, som blev en hjørnesten i den såkaldte trekantshandel mellem Europa, Afrika og Amerika. Skibe fra Europa til Afrika medbragte varer som klæder, våben, brændevin og jern, som blev brugt som betaling for slaver, som så blev sejlet til Amerika for at blive solgt til især sukker- eller bomuldsplantager. Til sidst blev sukker, bomuld, tobak osv sejlet tilbage til Europa, og trekanten var sluttet.[kilde mangler] Danmark deltog gennem hele 1700-tallet i denne meget lukrative handel, som foregik i de danske kolonier, dels på Guldkysten i Afrika (en del af det nuværende Ghana) og dels på de dansk vestindiske øer i Caribien.
Den columbianske udveksling er betegnelsen for den trafik over Atlanterhavet af afgrøder og husdyr, som fulgte i tiden efter Columbus' opdagelse af Amerika. Her fandtes planter som var ukendte i Europa, fx tobak, majs, kartofler og tomater, mens europæerne omvendt bragte heste, køer og grise, foruden afgrøder som hvede og ris med sig til Amerika, hvor disse ikke oprindeligt fandtes.
Før den columbianske udveksling fandtes der ingen appelsiner i Florida, ingen bananer i Ecuador, intet paprika i Ungarn, ingen kartofler i Irland, ingen cigaretter i Frankrig, intet kaffe i Columbia, ingen ananas på Hawaii, ingen gummitræer i Afrika, ingen chilipebre i Thailand, ingen tomater i Italien og intet chokolade i Schweiz.
Mens europæerne fuldstændig dominerede trekantshandelen over Atlanterhavet og koloniseringen af Amerika, var situationen i Asien præget af, at fx også arabere, indere og kinesere kontrollerede store dele af handelen.[kilde mangler]

### Moderne globalisering
I løbet af 1800-tallet begyndte globaliseringen at nærme sig sin moderne form, som en direkte udløber af den industrielle revolution. Industrialiseringen gjorde det muligt på de mange ny fabrikker at fremstille ensartede standardiserede produkter i stort antal. Stordriftsfordelene gjorde de nye varer billige, og den store befolkningstilvækst sikrede stor afsætning på fx husholdningsting og andre forbrugsgoder. Tiden var præget af mange teknologiske nyvindinger og opfindelser, fx dampmaskinen som leverede energi til de mange fabrikker, men som også som drivkraft på dampskibe gjorde langfartssejlads hurtigere og billigere. Denne transportrevolution indtraf i årene 1820-1850, bl.a. symboliseret ved de britiske oceangående hjuldampere Great Western fra 1838 og Great Eastern fra 1859, den tids største passagerskibe. Flere andre lande gav sig i kast med international handel, og globaliseringen blev i det meste af perioden frem til 1. Verdenskrig nærmest synonym med imperialismen, som især prægede Asien og Afrika.
Efter 2. Verdenskrig indgik sejrherrerne, i alt 44 lande, en række internationale aftaler om handel, bankvæsen og valutapolitik, bl.a. Bretton Woods-systemets fastkurspolitik og GATT-aftalen med frihandels- og toldregler, og man oprettede Verdensbanken og den Internationale Valutafond, bl.a. til støtte for genopbygningen efter krigen. Eksportvarers andel af verdensøkonomien steg fra 8,5% i 1970 til 16,2% i 2001, og denne udvikling var medvirkende til, at GATT i 1995 blev afløst af verdenshandelsorganisationen WTO, som også regulerer handel inden for fx serviceydelser, it, landbrugs- og beklædningsindustri. Efter årtusindskiftet har det ikke været muligt at videreføre bestræbelser på at samordne verdenshandelen på internationalt plan, og visse lande er i stedet gået over til at lave bilaterale handelaftaler, fx USA og Sydkorea. Forhandlinger mellem USA og EU om en handelsaftale, den såkaldte TTIP, gik efter opstarten i 2013 trægt, bl.a. pga. kraftig modstand blandt EU's befolkninger og valget af præsident Trump i 2016.
Fra den store transportrevolution midt i 1800-tallet og frem til 1. Verdenskrig blev verdens økonomier og kulturer hastigt knyttet tættere sammen, bl.a. gennem imperialismen. Verdenskrigene og den efterfølgende Kolde krig bremsede udviklingen, men den begyndte at tage fart igen hen mod slutningen af den kolde krig, hvor der fx i perioden 1965-1990 skete en fordobling af trafikken af migrantarbejdere, hovedsagelig internt mellem udviklingslande. Efter Berlinmurens fald i 1989 og Sovjetunionens sammenbrud to år senere blev mange af verdens lande bundet meget tættere sammen, dels gennem øget samhandel og dels pga. de mange som rejste ud fra de tidligere kommunistiske områder for at søge arbejde og uddannelse. I en tid med åbne økonomier og grænser uden fortilfælde i nyere tid er arbejdskraften søgt hen hvor lønnen er højest samtidig med, at mange udviklingslande har oplevet kraftig økonomisk vækst og velstandsforøgelse. DHL Global Connectedness Index måler globaliseringen vha. fire parametre, nemlig bevægelser af varer, information, mennesker og kapital. Efter finanskrisen i 2008 faldt indekset ca. en tiendedel, men var i 2013 nået op over niveauet før krisen.

### Nutiden
I sin bog fra 1997 Was ist Globalisierung? postulerede Ulrich Beck, at globaliseringen ville føre til dannelse af et verdenssamfund, hvori nationalstaternes grænser blev ophævet, men denne situation er endnu langt fra indtruffet. Allerede i 1990-erne begyndte økonomiske, politiske og kulturelle bevægelser rettet mod globaliseringen at røre på sig, såsom Attac, og siden finanskrisen i 2008 har der været øget fokus på og kontrol ved grænserne samtidig med, at fremmedfjendske politiske bevægelser i mange lande har vokset sig stærkere. Ændrede forbrugervaner og -ønsker har ført til, at den bølge af offshoring, som erhvervslivet gennemlevede i årene omkring årtusindskiftet, nu er vendt til en tendens mod onshoring, hvor man flytter produktionen tilbage til det oprindelige land, og tættere på kunderne. For mange firmaer er det ikke længere så vigtigt at fremstille varerne i lavtlønslande som at fremstille dem tæt på markederne, og ny robotteknologi er her en vigtig parameter i produktionen. Tendensen mod mcdonaldisering, dvs ensretning af produkter og varer, er også aftaget.
De nye onshoring-tendenser har ført til en øget migration af arbejdskraft mod rige og kapitalstærke lande og regioner. USA modtog i tiåret 1991-2000 hele 9 mio. immigranter, hvilket gjorde dette årti til 1900-tallets største mht. immigration. I Europa steg antallet af immigranter i årene 2000-2015 med 35 %. I 2015 var antallet af førstegenerationsindvandrere i USA 47 mio. og i Europa 76 mio. Det rige og vestligt orienterede Japan udgør en undtagelse mht immigration mod kapitalstærke lande, idet japanerne traditionelt kun har taget mod et meget beskedent antal flygtninge og immigranter. Dette til trods for, at japanske kvinder føder så få børn, at befolkningstallet frem til ca. 2070 vil falde fra de nuværende 128 mio. til 87 mio.
På en måde er det et paradoks: Der er meget plads i verden til danskerne, men der er ikke meget plads i Danmark til verden. Danmark holder af globaliseringen, når det er belejligt, men ikke når det skaber friktion med nogle af de fiktioner, I baserer jer på. […] I sidste ende stiller immigrationen meget svære spørgsmål til os selv. Og det er meget nemmere bare at hade immigranter end at besvare de spørgsmål.
Det som de stadigt stærkere højrepopulistiske globaliseringsmodstandere i både Europa og Nordamerika i disse år især vender sig mod, er således hverken kapitalismen som sådan eller omfanget af den internationale handel, men derimod tilstrømningen af immigranter. Hvor turister i gamle dage tilbragte deres ferier i udlandet i relativ tæt kontakt med de indfødte dér, og dermed lærte fremmede mennesker og kulturer at kende, foretrækker den moderne turist ofte masseturismens store specialindrettede hotelkomplekser, resorts eller krydstogtskibe. Sådanne steder er turisterne i praksis afskærmet fra kontakt i nogen særlig grad med den indfødte befolkning, noget som man visse steder også føler er nødvendigt for at beskytte turisterne mod terrorangreb. Men resultatet bliver, at den vestlige verdens mennesker generelt forstår fremmede mennesker og kulturer dårligere end tidligere.
Siden terrorangrebet den 11. september 2001, som blev planlagt og udført af den verdensomspændende paramilitære bevægelse al-Qaeda, er et antal nationer kommet tæt på at gå i opløsning, fx Irak, Afghanistan, Somalia, Libyen og senest Syrien, typisk fordi en elite af krigsherrer vha. militær magt og ofte med en religiøs dagsorden har taget kontrollen med områdets naturresourcer. Erhvervslivet går sådanne steder oftest i stå, uden mulighed for vækst og udvikling, men i stedet præget af sortbørsmarkeder uden for lovgivningens kontrol, og den del af befolkningen som ikke nyder magthavernes gunst, har ofte få andre muligheder end at emigrere. En lang række andre lande især i Asien og Afrika, men også i Europa, oplever interne stridigheder mellem forskellige befolkningsgrupper, som virker destabiliserende og kan ende med løsrivelse af regioner, som det fx er set i Østeuropa efter Jugoslaviens og Sovjetunionens opløsning. Men problemet kendes også fra Vesteuropa, fx i Skotland, Norditalien, Belgien og Catalonien.[kilde mangler]

## Aspekter af globalisering
Globalisering viser sig på en række forskellige områder, og den akademiske litteratur skelner ofte mellem tre forskellige slags globalisering, den økonomiske, den kulturelle og den politiske. Desuden er miljømæssige udfordringer såsom global opvarmning, grænseoverskridende vand- og luftforurening og overfiskning forbundet med globalisering.
I 2000 udpegede IMF fire grundlæggende kendetegn ved globalisering:
- bevægelse af varer ved handel og forretning

- bevægelse af kapital og investeringer

- flytning af mennesker

- spredning af viden

### Drivkræfter
Globaliseringen har tre drivkræfter. Den første er teknologisk: ny teknologi gør, at transport og kommunikation bliver stadig billigere, hvilket gør handel og anden udveksling såsom turisme stadig mere økonomisk attraktiv. Den anden er politisk, hvor regionale ledere indgår forpligtende aftaler om at fjerne tekniske handelshindringer. De mest kendte eksempler er GATT-aftalen og senere WTO-organisationen. Den tredje og vigtigste drivkraft er den finansielle, hvor kapital og investeringer krydser grænserne mellem landene.
Økonomisk øger globaliseringen international handel, men giver også anledning til koncentration af firmaer i større enheder – monopoler, da finanskapitalen flyder frit over grænserne. Der er økonomer, der mener, at den globale frihandel i enkelte tilfælde med fordel midlertidigt kan begrænses med handelshindringer med det formål at opbygge en lokal industri.
Socialt kan globaliseringen give problemer, når en industri flyttes til et andet land og derved skaber arbejdsløshed i nogle lande, mens andre får arbejdspladser med lave lønninger. Desuden er der en udbredt frygt for, at globaliseringen vil føre til "social dumping", hvor arbejdspladserne flyttes til de steder der har de ringeste forhold for arbejdskraften eller de mest lempelige miljøregler.
Kulturelt betyder globaliseringen på én gang en berigelse og en homogenisering. Berigelsen består i, at man lokalt får et langt rigere udvalg af kulturelle tilbud, for eksempel i form af spisesteder fra overalt i verden end tidligere. Homogeniseringen består i, at det er de samme tilbud, man finder overalt i verden. En tendens er, at det især er den amerikanske kultur, der i forvejen er en blandingskultur, der vinder frem på bekostning af lokale kulturelle traditioner.
Nationalt kan globaliseringen tolkes som en risiko, idet den er forbundet med international afhængighed på økonomisk, politisk og kulturelt plan. Fra denne optik kan det hævdes, at nationalstaten sættes under pres, hvilket kan styrke nationalismen.
Politisk er globaliseringen blevet et dominerende emne overalt i verden i det ny årtusinde. Hvor liberalisme og i mindre grad kommunisme begge stod som ideologiske bannerførere for (hver sin udgave af) globaliseringen under den kolde krig, og liberalismen var ideologisk drivkraft for globaliseringen efter den kolde krig, er modreaktionen trådt i karakter i to former:
- en stigende betydning af nationale og religiøse symboler i det politiske liv, isolationisme og modstand mod indvandring.
- en bevægelse for en alternativ, social globalisering "nedefra", dvs. via græsrodsbevægelser og det civile samfund i såvel rige som fattige lande.

Geopolitisk betyder globaliseringen en forrykkelse af magtbalancen i retning af de udviklingslande, der har en infrastruktur, der gør dem i stand til at drage fordel af globaliseringen (det vil især sige Sydøstasien) på bekostning af de gamle stormagter (USA og EU) og de udviklingslande, der har en mangelfuld infrastruktur (hvilket især omfatter det sydlige Afrika). Det skyldes, at selv om fri handel skaber vækst hos begge parter, så skabes den største vækst hos den partner, som har de generelt laveste priser. De lande, hvis infrastruktur ikke fungerer, vil ikke reelt deltage i frihandelen og ikke opleve den deraf følgende vækst.
Globalisering og McDonaldisering sidestilles ofte, idet McDonaldisering er en sammenskrivning af McDonald's og globalisering, men McDonaldisering er udtryk der ofte bruges om ensretning. McDonaldisering dækker over at McDonald's forsøger at få burgerne til at smage ens og se ens ud kloden rundt.

### Folk rejser
Det at folk rejser eller flytter fra et sted til et andet er et meget væsentligt kendetegn ved globalisering, jf. Global Mobilitet. I løbet af 1800- og 1900-tallet blev det muligt at rejse meget hurtigere og billigere. I 1700-tallet tog det fx fem uger at krydse Atlanterhavet fra Europa til Amerika, noget som i begyndelsen af 1900-tallet kunne gøres på otte dage. De mange europæere, som på den tid udvandrede til Amerika, måtte ofte betale en halv årsløn for en enkeltbillet, mens man i vore dage kan flyve fra fx København til New York på godt otte timer, for hvad der svarer til 2-3 dagslønne, og så har man også betalt for turen hjem igen.
Turisme er at rejse for sjov. Udviklingen inden for flyteknologi og infrastruktur, fx med jumbojet, airbus, lavprisflyselskaber og nye og bedre lufthavne har øget interessen for turistrejser. 2012 var det første år hvor antallet af turistrejser oversteg 1 mia, efter at de 500 mio. rejser blev passeret i 1995. Bl.a. pga. det europæiske Schengen-samarbejde og de deraf følgende åbne grænser var antallet af udstedte visa i 2015 det laveste nogensinde.
Immigranter rejser ikke for sjov, men derimod for at bryde op fra deres hjemegn og slå sig ned i et nyt land, ofte langt borte, for dér at finde arbejde og søge lykken. I 2014 vurderede ILO, at der verden over var 232 mio. mennesker, som enten havde taget fast ophold eller levede som gæstearbejdere i et nyt land.
Mange unge mennesker rejser udenlands for at uddanne sig, og mange bruger uddannelsen som et trinbræt til en karriere i det ny land. Værtslande for udenlandske studerende oplever omvendt ofte, at disse studerende bidrager såvel økonomisk som kulturelt til samfundet i en sådan grad, at man fx med støtteordninger og lempeligere visumregler, såsom Green Card-ordningen, aktivt søger at tiltrække og integrere dem. Mellem 1963 og 2006 er antallet af disse internationale studerende blevet nidoblet.
Mange mennesker er i dag arbejdsmæssigt og på anden vis forbundet i grænseoverskridende netværk i højere grad end de er knyttet til personer et bestemt geografisk sted, fx i nabolaget hvor de bor. Globalisering medfører derfor et øget antal ægteskaber på tværs af landegrænser, med hvad deraf følger af udfordringer mht fx statsborgerskab og kulturelle forskelle.[kilde mangler] Dobbelt statsborgerskab er blevet mere almindeligt, og er i Danmark blevet tilladt siden 2015.

### Information udveksles
Frem til telegrafens fremkomst i midten af 1800-tallet kunne man kun skrive til hinanden i form af breve sendt med postvæsnet, men telegrafen gjorde det nu muligt at sende korte skriftlige meddelelser, telegrammer, over lange afstande med lynets hast, fra 1867 også mellem Amerika og Europa gennem et nylagt søkabel. Fra omkring 1900 begyndte telefonen at blive udbredt, og nu kunne man snakke sammen over store afstande, fra 1956 også gennem et telefonkabel på tværs af Atlanten. Telex var en teknologi til overførsel af tekst via telefonnettet, som blev meget udbredt efter 2. Verdenskrig, mest brugt af myndigheder og erhvervsliv.[kilde mangler]
Siden 1960 er antallet af telefonnumre blevet tidoblet. Det faste telefonnet blev fra engang i 1980-erne også brugt til udvekling af telefax-dokumenter, og senere kom det til at udgøre den infrastrukturelle rygrad i internettet, vha et modem, som forbandt computeren med telefonstikket. Via internettet kunne man nu kommunikere vha VoIP-telefoni og videokonferencer, og internetbaseret telefoni har medført stærkt forøget global kommunikation og samarbejde pga de lave omkostninger og den høje kvalitet af lyd og billede. Senere er fastnettelefoner i stor stil blevet afløst af mobiltelefoner, gennem opstilling af et globalt net af mobil-sendemaster. Selvom antallet af internetopkoblinger i 2010-erne vedbliver med at stige eksponentielt, er internetbrug stadig meget ujævnt fordelt mellem verdens lande (se kort), og i totalitære regimer overvåges borgernes internetadfærd nøje.
I Tyskland var i begyndelsen af 1990-erne et par tusind computere koblet på internettet, et tal som et kvart århundrede senere er steget til 30 mio. På verdensplan havde antallet af private internetbrugere i 2001 nået 495 mio. og i 2010 nåede man 2 mia., mens der i 2015 var mere end 3 mia. brugere. I 1988 var 8 lande forbundet via internettet, hvilket i 1993 var steget til 55 og i 1995 til 115, altså over halvdelen af alverdens lande. Først i løbet af 2000-erne er alle verdens landet kommet på internettet.
Det var først med internettets og emailens fremkomst i midten af 1990-erne, at det blev teknisk og økonomisk muligt for privatpersoner at udveksle skrevne dokumenter, og snart efter fotos og videoer mm, over hele verden på splitsekunder. Email blev efter årtusindskiftet suppleret med telefontjenester som Skype (lanceret 2003) og sociale medier som LinkedIn (lanceret 2003), Facebook (2004), Twitter (2006) og Instagram (2010), som på få år fuldstændig har revolutioneret begrebet socialt samvær, da de giver brugerne mulighed for at følge med i hinandens hverdag over meget store afstande.[kilde mangler]

### Økonomisk globalisering
Bourgeoisiet har ved at udnytte verdensmarkedet gjort produktionen og forbruget i alle lande kosmopolitisk. Til de reaktionæres store sorg har de slået den nationale grund bort under fødderne på industrien. De ældgamle nationale industrier […] bliver fortrængt af nye industrier, som det bliver et livsspørgsmål for alle civiliserede nationer at indføre, industrier der ikke mere forarbejder indenlandske råstoffer, men råstoffer fra de fjerneste egne, industrier, hvis fabrikater forbruges ikke alene i landet selv, men i alle verdensdele. I stedet for de gamle behov, der kunne tilfredsstilles af landets egne frembringelser, kommer der nye, som kræver produkter fra de fjerneste lande og himmelstrøg for at blive tilfredsstillet. I stedet for som tidligere at isolere sig og være sig selv nok, træder de forskellige områder og nationer ind i et alsidigt samkvem med hinanden, nationerne kommer til at stå i en alsidig afhængighed af hinanden. Og som det går med den materielle produktion, sådan går det også med den åndelige. De enkelte nationers åndelige frembringelser bliver fælleseje. Den nationale ensidighed og begrænsning bliver mere og mere umulig, og af de mange nationale og lokale litteraturer opstår der en verdenslitteratur.
Med økonomisk globalisering forstås en øget økonomisk afhængighed mellem verdens lande, som viser sig ved en voksende international trafik af varer, tjenesteydelser, arbejdskraft, teknologi og kapital. Mens globalisering inden for erhvervslivet mest har fokus på at afskaffe og nedbryde handelsrestriktioner, afgifter, toldmure og lignende, drejer økonomisk globalisering sig især om at få landenes økonomier til at hænge bedre sammen, hen mod opbygning af ét stort globalt marked.
Den øgede samhandel er hjulpet på vej af internationale standarder for udformning af fx infrastruktur og industriprodukter, fx i begyndelsen af 1900-tallet jernbaneskinners afstand og reglen om højrekørsel på vejene, og senere dimensioner for først stikkontakter og dernæst computerstik som USB og Lightning. Den internationale standardiseringsorganisation ISO står for at koordinere standardiseringsarbejdet, som fx omfatter størrelsen af de såkaldte ISO-containere. Godstransport med containerskibe, fx fra Maersk Line, har siden 1970-erne været afgørende for økonomisk globalisering, fordi man hurtigt, effektivt og billigt kan flytte store varemængder over lange afstande. Siden 2. Verdenskrig har den øgede skibstransportkapacitet været medvirkende til fremvæksten af multinationale selskaber, hvis produktionsanlæg og økonomiske aktiviteter spreder sig over flere lande.
Næsten alle verdens lande er del af en eller flere frihandelsområder eller fællesmarkeder (se kortet), inden for hvilke man samarbejder om at lette udveksling af varer og tjenesteydelser. EU udgør en af de vigtigste af disse områder, idet varer, kapital, serviceydelser og arbejdskraft kan bevæge sig frit på EU's indre marked, som omfatter de 28 medlemslande. I Eurozonen benyttes desuden samme valuta, euroen.
International udveksling af serviceydelser er en vigtig bestanddel af økonomisk globalisering. Således har Indien siden årtusindskiftet opbygget en meget stor branche inden for business process outsourcing, hvor den set med vestlige øjne billige lokale arbejdskraft udfører (ofte mere eller mindre rutineprægede) opgaver for andre, fx computerprogrammering, drift af call centre eller administrative opgaver som renskrift af patientjournaler fra sygehuse og lægeklinikker. Pga tidsforskellen mellem Indien og den vestlige verden er det desuden muligt på denne måde at udnytte døgnets 24 timer bedre til løsning af opgaverne, idet man ved fyraftenstid sender arbejdsopgaverne med internettet om på den anden side af jordkloden. Her udfører de indiske firmaer arbejdet, mens afsenderen holder fyraften, er sammen med familien og sover. Næste morgen ligger det udførte arbejde så i indbakken. Denne form for globalisering udnytter således helt konkret, at jorden er en roterende kugle.

### Kulturel globalisering
Kulturel globalisering henviser til udveksling af ideer, holdninger og åndelige værdier mellem verdens lande og folk, så at sociale relationer og bånd bliver udbredt og styrket. Udvekslingen foregår inden for populærkultur, gennem rejseaktivitet og i dag også på internettet, og den kan ses som en moderne videreførelse af den udveksling af varer og kultur, som begyndte med kolonialismen.
Diffusionisme er inden for etnografi og kulturgeografi en betegnelse for spredning af kulturelle elementer og systemer, som fx ideer, stilarter, religioner, teknologier og sprog. Kulturel globalisering har gennem diffusionisme øget de sociale bånd mellem forskellige kulturer og gjort afstanden mellem dem mindre, men globaliseringen kan også medføre, at isolerede kulturers egenart udviskes. Fx har man siden 1980-erne i den vestlige verden spist sushi, som stammer fra Japan, dog med tillempet smag og andre råvarer end de traditionelle japanske. Omvendt er det lykkedes den norske lakseindustri at få japanerne til at spise sushi med laks. Disneyland Paris er blevet så populært et udflugtsmål, at det trækker folk væk fra den franske hovedstad i en sådan grad, at det måske går ud over efterspørgslen efter originalt fransk bagværk. Wienerbrød er en særlig dansk slags bagværk, som er blevet populær i mange andre lande, hvor det dog bages med lidt andre ingredienser, fx i Storbritannien ofte med karamel og kardemomme, og i USA med frugttopping og søde oste; men det kaldes stadig på de kanter ’Danish pastry’.
Religioner er nogle af de kulturfænomener, som meget tidligt og i meget omfattende grad er blevet spredt rundt om i verden, enten ved tvang, folkevandring, missionærvirksomhed og imperialisme, eller af handelsfolk. Kristendom, islam og buddhisme, og i nyere tid fx sekter som Jehovas Vidner, Mormonkirken og Scientology er eksempler på religioner og religiøse bevægelser, som har slået rod i kulturer langt fra hvor de udsprang.
Globalisering ses tydeligt inden for sport. Ved de moderne olympiske lege deltager fx atleter fra mere end 200 lande, og FIFAs VM i fodbold er verdens største sportsbegivenhed, efterhånden større end OL. Hver niende menneske på jorden fulgte VM i fodbold 2006.
Globalisering medfører forandring. Kulturskikke, fx en bestemt egns folkemusik, kan forsvinde eller blive opblandet med andre slags (folke-)musik, og globalisering kan nødvendiggøre en decideret redningsaktion for at forhindre en lokal musiktradition i at uddø. Arkivarer og musikologer vil så forsøge at indsamle lyd- og videooptagelser, alt imens lokale musikere kæmper for at fastholde denne egns særlige musiktradition. Et eksempel på dette er den meget righoldige færøske folkesangs- og dansetradition, som pga øernes afsides beliggenhed stadig var ganske levende op i 1950-erne, men som fra da af begyndte at blive kraftigt trængt tilbage af populærmusik og pardans. Fremkomsten af først fonografen i slutningen af 1800-tallet og senere transportable spolebåndoptagere efter 2. Verdenskrig muliggjorde imidlertid, at musikologer og folkemindesamlere op gennem 1900-tallet, og især i 1950-erne og 1960-erne, kunne indsamle tusindvis af lydeksempler på øernes forskellige folkesangsgenrer. Lydoptagelserne er senere transskriberet og publiceret, og publikationerne er i dag en af inspirationskilderne for det færøske musikliv.
Musik er i det hele taget en vigtig bestanddel af både økonomisk og kulturel globalisering. Musikgenrer som jazz og reggae, som udvikledes lokalt i hhv. USA og Caribien, har senere fået verdensomspændende udbredelse. Gennem globaliseringen har også ikke-vestlig musik fået stor udbredelse,  og denne verdensmusik, som altså har rødder i traditionel folkemusik fra bestemte geografiske egne, har udviklet sig til en række nye genrer, såsom world fusion, ethnic fusion og worldbeat.
Visse kritikere hævder, at globalisering skader den kulturelle mangfoldighed. Når en stærk og dominerende stat eksporterer sin kultur til et modtagerland, kan den lokale kultur her blive truet. [kilde mangler] Efter 2. Verdenskrig begyndte USA en massiv kulturel eksport til i første omgang Vesteuropa, bl.a. som en del af den psykologiske krigsførelse over for den kommunistiske østblok under den kolde krig. Senere blev amerikaniseringen og udbredelsen af vestlige værdier og livsstil også rettet mod udviklingslandene i den tredje verden, og siden de sidste årtier af 1900-tallet er der her foregået et voldsomt kulturpres med vestlige værdier, fx musik, mode og livsstil, gennem biografer, fjernsyn og senere internet. Toneangivende især i den muslimske verden begyndte tidligt at kritisere dette vestlige kulturpres, herunder den for dem at se anstødelige tøjmode for kvinder, og lige siden den vestligt orienterede shah af Iran blev afsat af ayatollah Khomeinis muslimske præstestyre i 1978 har Mellemøsten været præget af uro, bl.a. kampen mellem vestlige og traditionelle muslimske værdier, en kamp som jævnligt gennem terrorhandlinger forlægges til steder i den vestlige verden.[kilde mangler]
En UNESCO-rapport viste i 2005, at østasiatisk kultur da var begyndt for alvor at sprede sig til resten af verden, men også at det stadig var den vestlige verdens kultur, som spredtes mest. I 2002 var Kina den tredjestørste kultureksportør, efter Storbritannien og USA. Mellem 1994 og 2002 faldt både Nordamerikas og EU's kultureksport, mens Asiens overhalede Nordamerikas, formentlig også pga. Asiens meget store befolkninger.

### Politisk globalisering
Når globalisering betyder, at verden bliver mindre, betyder det også, at nationalstater tenderer mod efterhånden at blive overflødige. Tidligere blev politiske beslutninger truffet af og gjaldt for hver nationalstat for sig, men globaliseringen har medført en vækst i antallet og betydningen af overstatslige organisationer, fx FN, EU, WTO, G8 eller Den internationale Straffedomstol, på bekostning af nationalstaters politiske betydning og styrke. Man skelner her mellem mellemstatsligt og overstatsligt samarbejde, hvor mellemstatslige beslutninger ikke kan få retslig virkning mod et medlemslands vilje, mens overstatslige beslutninger godt kan. Med Lissabontraktaten i 2009 blev hele EU-samarbejdet som hovedregel overstatsligt. Meget af diskussionen for og imod EU er gået på, om det er en fordel eller ulempe for et medlemsland at tillade overstatslige beslutninger, fx mht. militær- eller politisamarbejde eller håndtering af flygtningestrømme eller finanskriser.[kilde mangler]
Politisk globalisering har understreget betydningen af at få klarlagt de politologiske konsekvenser af at politiske beslutninger tages på flere forskellige niveauer, og intergovermentalisme er én af fortolkningsmulighederne.
Et karakteristisk træk ved den globaliserede verden er de mange internationale NGO-er som med forskellige dagsordner (fx arbejder både Greenpeace og WWF på hver sin måde med miljø, Inuit Circumpolar Council med inuitters kultur og levevilkår, mens Læger uden Grænser hjælper katastroferamte) søger at påvirke politiske beslutninger og strategier. Filantropiske fonde opererer på samme måde som forretningsforetagender, fx Bill & Melinda Gates Foundation der arbejder med at afhjælpe sundhedsproblemer og fattigdom i udviklingslande. I 2010 bidrog filantropiske organisationer med 59 mia. USD til udviklingslande.
Trump beskylder globaliseringen – og især Kina og Mexico – for at have stjålet amerikanske industrijob, og derfor vil han indføre barrierer for handel og udflytning. Men statistikken – bl.a. indsamlet og analyseret af Michael Heicks og Srikant Devran fra Ball State Universitet – fortæller, at kun omkring 13 % af de amerikanske jobtal i industrien det seneste årti skyldes international handel, mens næsten 88 % skyldes effektivisering og automatisering – en udvikling, der vil fortsætte, Trump eller ej.
Visse lande reagerer på globalisering med isolationisme. Det kommunistiske styre i Nordkorea har i praksis isoleret landet fuldstændigt fra omverdenen. Udlændinge har svært ved at få indrejsetilladelse, og de der kommer ind, overvåges nøje af myndighederne under opholdet. Nordkoreanere har ikke lov at rejse ud af landet.
Andre lande kan opleve at blive isoleret fra omverdenen. Cuba blev kort efter Fidel Castros kommunistiske magtovertagelse ramt af en amerikansk handelsblokade, som økonomisk set isolerede landet fuldstændigt fra omverdenen, helt frem til præsident Obama og OAS i 2009 vedtog at lempe blokaden, og i 2014 blev der igen oprettet diplomatiske forbindelser mellem USA og Cuba.I stil med Nordkorea, foruden de fleste kommunistiske østbloklande, havde også Cuba frem til ophævelsen i 2013 meget strenge regler for indbyggernes muligheder for udrejse. Cuba var således i en lang periode afskåret fra enhver form for globalisering, og da så grænserne gradvist åbnedes og blokaden blev hævet, tog globaliseringen fat med fuld kraft og førte til store ændringer af det cubanske samfund. Fra 1990 til 2011 steg det årlige antal turister fra 350.000 til 2,7 mio. Turistindustrien har medført store omlægninger af det cubanske arbejdsmarked. Cuba havde tidligere en af den vestlige verdens mest veluddannede arbejdsstyrker, men i og med man nu kan tjene mere som taxichauffør eller tjener end som akademiker, er søgningen til de højere uddannelser faldet markant.

### Sprogenes globalisering
Forskellige sprog har gennem tiden fungeret som verdenssprog, dvs. sprog som er så udbredte at de også bliver det vigtigste fremmedsprog, således i Antikken især koiné-græsk og vulgærlatin, og i nyere tid til skiftende tider og steder latin, tysk, spansk eller fransk, foruden ikke-europæiske sprog, fx hindustani i Indien, mandarin i Kina og arabisk i Mellemøsten og Nordafrika.[kilde mangler]
Vores ligegyldighed over for sprog, folk, sæder og skikke, og især markederne på det europæiske fastland har gjort os ubetænksomt selvtilfredse. Når vi forhandler forretningsaftaler, stoler vi blindt på vores højlydte engelsk.
I takt med fremvæksten fra engang i 1600-tallet af det britiske imperium voksede det engelske sprogs internationale betydning, og siden de engelsksprogede lande Storbritannien og USA vandt 2. Verdenskrig, har engelsk fungeret som verdenssprog i hele den vestlige verden. En ikke uvæsentlig medvirkende grund hertil var, at en stor del af den europæiske intelligentsia før og under krigen udvandrede til USA, som herved blev beriget inden for områder som videnskab og kultur. Engelsk er i dag officielt sprog i 57 lande, foruden i Commonwealth-landene, og i yderligere 25 lande benyttes det som uddannelses- eller forretningssprog, eller fungerer som lingua franca, det fremmedsprog man benytter til daglig. I dag har ca. 340 mio. mennesker engelsk som modersmål, mens yderligere 600 mio. behersker engelsk som fremmedsprog. Til sammenligning tales mandarin-kinesisk af i alt ca. 900 mio. mennesker, hvoraf de 190 mio. behersker det som fremmedsprog. I 13 lande i verden forstår man mandarin-kinesisk, mens det tilsvarende tal for engelsk er 105 lande. Det vurderes at ca. én trekvart mia. mennesker i hvert fald taler nogenlunde godt engelsk. Engelsk er første fremmedsprog i ganske mange landes skoleundervisning, og engelske udtryk optages i større eller mindre grad i disse sprog, på dansk især inden for it (fx computer, printer, smartphone), sportsgrene eller -udstyr (speedway, mountainbike, tights) eller mode (shorts, pullover) eller fritidsliv (fastfood, street kitchen). [kilde mangler] Sprog og kultur er knyttet tæt sammen, og i ikke-vestlige lande hvor engelsk er et vigtigt fremmedsprog, kommer engelsk udover at fungere som kommunikationsmedie også meget nemt til, på diskret eller umærkelig vis, at præge kulturen med vestlige værdier.
Hvor engelsk under den kolde krig var dominerende i vesten, gjaldt noget lignende for russisk i den kommunistiske østblok. Efter Sovjetunionens sammenbrud i begyndelsen af 1990-erne er russisk dog trængt stærkt tilbage som verdenssprog i det tidligere kommunistiske Østeuropa og Centralasien, og der menes nu at være 100 mio. færre russisktalende end i sovjettiden.
Efter at Storbritannien ved en folkeafstemning i 2016 meldte sig ud af EU, og den isolationistisk indstillede Donald Trump samme år blev valgt til amerikansk præsident, er engelsk som verdenssprog i stigende grad begyndt at komme under pres. Et tegn herpå er også, at den meget stærke kinesiske økonomi har medført det pudsige, at visse amerikanere i den højere middelklasse ansætter kinesiske aupair-piger til at passe deres børn, så børnene fra en tidlig alder kan lære hvad man ved siden af engelsk betragter som det nye verdenssprog.[kilde mangler]

#### Wikipedia
Det internetleksikon, du lige nu sidder og læser i, er i høj grad et produkt af globalisering. Fremskridt i fredelig sameksistens, international samhandel og kommunikation, bl.a. gennem FN og WTO, har åbnet grænserne mellem landene så tilpas, at en teknologi som internettet har kunnet blive verdensomspændende. På internettet har kulturelt og videnskabeligt samarbejde ført til udviklingen af en applikation som Wikipedia, hvor alverdens sprog kan bindes sammen i et netværk, hvorfra man kan trække oplysninger om alverdens ting. Men selvom alverdens sprog er repræsenteret på Wikipedia, så er den engelske udgave dog her i slutningen af 2010-erne stadig langt den største.

## Globalisering i tal
Når man sætter tal på globalisering, har man tidligere mest fokuseret på økonomiske parametre som handel, investeringer i udlandet (FDI), porteføljeinvesteringer, bruttonationalprodukt (BNP) og indkomst. I de senere år er man begyndt også at inddrage andre parametre, især de politiske, sociale, kulturelle og miljømæssige, og KOF-indekset er et sådant.
| Nr | Total          | Økonomisk    | Social       | Politisk       |
| -- | -------------- | ------------ | ------------ | -------------- |
| 1  | Nederlandene   | Singapore    | Singapore    | Frankrig       |
| 2  | Irland         | Irland       | Schweiz      | Italien        |
| 3  | Belgien        | Luxembourg   | Irland       | Belgien        |
| 4  | Østrig         | Nederlandene | Nederlandene | Sverige        |
| 5  | Schweiz        | Malta        | Østrig       | Nederlandene   |
| 6  | Danmark        | Belgien      | Belgien      | Spanien        |
| 7  | Sverige        | Ungarn       | Puerto Rico  | Østrig         |
| 8  | Storbritannien | UAE          | Canada       | Storbritannien |
| 9  | Frankrig       | Mauritius    | Danmark      | Brasilien      |
| 10 | Ungarn         | Estland      | Cypern       | Schweiz        |

### Økonomi
Den internationale vareeksport steg mellem 1960 og 2008 til det 15-dobbelte, mens vareproduktionen i samme tidsrum steg til godt det 5-dobbelte. Direkte udenlandsinvesteringer steg mellem 1970 og 2007 fra 13 til mere end 1.800 mia. US-dollar. I 1980 beløb den internationale handel sig til 2.400 mia. US-dollar, hvilket i 2007 var steget til 17.000 mia. US-dollar, heraf for 13.600 mia. US-dollar varer og 3.300 mia. US-dollar tjenesteydelser.

### Person- og godstrafik
Siden 1950 er omfanget af flytrafik med passagerer og gods steget til det 100-dobbelte. I 2014 fragtede udenrigsflyvninger 1,32 mia. passagerer, som i gennemsnit hver fløj 2.900 km, i alt 3.840 mia. passager-kilometer. Mens mængden af grænseoverskridende luftfragtgods i 1986 lå på 5,1 mio. tons, var det i 2014 steget til 32,8 mio. tons, som med en gennemsnitlig flyvelængde på 5.100 km beløb sig til 167,3 mia. tons-kilometer.
Også på havet er transportmængderne vokset kraftigt. I 2014 blev 9,8 mia. tons gods i gennemsnit sejlet 5.300 sømil, svarende til 52.600 mia. tons-sømil. Det tilsvarende tal var i 1970 10.700 mia. tons-sømil.

## For og imod globalisering
Det er ikke realistisk i et moderne informationssamfund, at man kan være rig på den ene side af grænsen og fattig på den anden. Dertil er den menneskelige selvopholdelsesdrift for kraftig.  […]  I [ufaglærte] må til at indstille jer på at leve på samme niveau som verdens øvrige underklasse. Det er ikke længere nogen adgang til privilegier at være dansker.
Holdningerne til globalisering er stærkt delte. De fleste tilhængere af økonomisk vækst og udvikling fremfører, at globalisering er enten medvirkende til eller nødvendig for at forbedre menneskers levevilkår rundt omkring. Modstanderne mener omvendt, at globalisering ødelægger eller forringer levevilkårene, på global eller lokal skala, ved at true den sociale eller økologiske bæredygtighed og kulturelle diversitet og øge ulighederne mellem forskellige samfundsgrupper. Globalisering fører i deres øjne til opløsning af sociale bånd og demokrati, belastning og nedslidning af miljøet, fremvækst af nye sygdomme og øget fattigdom og fremmedgørelse. Modstanderne mener, at man i stedet for BNP som målestok for velfærd og lykke burde bruge fx Gini-koefficienten eller Happy Planet Index.
Den øgede trafik af mennesker mellem verdens lande har fremkaldt en frygt for det eller de fremmede, xenofobi, som er medvirkende årssag til fremvæksten især i den vestlige verden af indvandrerfjendske og nationalistiske politiske partier.[kilde mangler]